# Sofia Malkogeorgou
Sofia Malkogeorgou (in greco Σοφία Μαλκογεώργου?; 22 gennaio 1998) è una nuotatrice artistica greca.

## Palmarès
- Europei

Roma 2022: bronzo nel libero combinato
- Giochi europei

Cracovia 2023: bronzo nel duo tecnico